# Asinus
Asinus — підрід  Equus, який охоплює декілька підвидів віслюків, що мають довгі вуха, худорляву, прямолінійну будову, відсутність справжньої холки, грубу гриву та хвіст та мають репутацію значної міцності та витривалості.
Віслюк звичайний — найвідоміший одомашнений представник підроду, як з одомашненими, так і дикими різновидами. Серед видів диких віслюків декілька ніколи не були одомашнені та живуть в Азії та Африці.

## Таксономія
- Рід: Equus
  - Підрід: Asinus
    - Equus africanus[1][2]
      - Equus africanus africanus
      - Equus africanus somaliensis
      - Equus africanus asinus
      - †Equus africanus atlanticus

    - Equus hemionus
      - Equus hemionus hemionus
      - Equus hemionus khur
      - Equus hemionus kulan[3]
      - Equus hemionus onager
      - †Equus hemionus hemippus

    - Equus kiang
      - Equus kiang kiang
      - Equus kiang holdereri
      - Equus kiang polyodon
      - Equus kiang chu

    - †Equus calobatus
    - †Equus hydruntinus
    - †Equus tau